# Wygrywająca na przegrywającą
Wygrywająca na przegrywającą – w brydżu rzadki manewr rozgrywającego polegający na zrzuceniu wygrywającej karty na przegrywającą.  Manewr zazwyczaj przeprowadzany jest w celu odblokowanie bocznego koloru który nie może być rozegrany w innych sposób.
|   |          | ♠     | W32   |   |         |
| ♥ | AKD      |       |       |   |         |
| ♦ | W1065    |       |       |   |         |
| ♣ | 632      |       |       |   |         |
| ♠ | KD109874 | NW ES | NW ES | ♠ | 65      |
| ♥ | 876      | NW ES | NW ES | ♥ | 3       |
| ♦ | 74       | NW ES | NW ES | ♦ | 9832    |
| ♣ | 8        | NW ES | NW ES | ♣ | KDW1073 |
|   |          | ♠     | A     |   |         |
| ♥ | W109542  |       |       |   |         |
| ♦ | AKD      |       |       |   |         |
| ♣ | A94      |       |       |   |         |

Rozgrywający, S, gra sześć kierów po licytacji w której E licytował trefle, a W piki. W zawistował w ósemkę trefl do asa rozgrywającego. Jeżeli rozgrywający zagra atuty trzy razy to nie będzie mógł wykorzystać kar które będą zablokowane.  Jeżeli będzie chciał odblokować kara przez ściągnięciem atutów, to W przebije trzecie karo i do oddania pozostanie jeszcze lewa treflowa. Jedynym sposobem na obejście problemu zablokowanych kar jest zatem użycie manewru wygrywająca na przegrywająca.
Rozgrywający powinien zagrać asa pik i dwa kara, następnie tylko dwa atuty i będąc w stole po zagraniu drugiego atutu, zagrać waletem pik zrzucając z ręki damę karo. Po wzięciu lewy na figurę pik, W może zmusić rozgrywającego do przebicia pika w ręce, ale rozgrywający ma dojście do stołu ostatnim atutem aby wykorzystać znajdujące się tam dobre kara
.